# Biblioteca nazionale e universitaria di Zagabria
La Biblioteca nazionale e universitaria di Zagabria (in croato Nacionalna i sveucilišna knjižnica u Zagrebu, abbreviato NSK) è la biblioteca nazionale della Croazia, allo stesso tempo svolge il ruolo di libreria centrale dell'Università di Zagabria. È situata nel quartiere di Trnje.

## Storia
La fondazione della biblioteca è legata all'arrivo dei Gesuiti, che fondarono un collegio (comprendente una biblioteca), a Zagabria nel 1606. Nel 1669, l'imperatore Leopoldo I trasformò il collegio in università. In seguito, l'imperatrice Maria-Teresa fondò nel 1776 l'Accademia reale delle scienze (Regia Scientiarum Academia): la biblioteca dei Gesuiti vi venne allora collegata. Dal 1818 venne aperta al pubblico.
Quando, nel 1874, Francesco-Giuseppe fondò una nuova università, prende ufficialmente il nome di Biblioteca universitaria. 
Nel 1911 viene costruito un nuovo edificio, in stile Liberty progettato dall'architetto Rudolf Lubinsky, espressamente pensato per contenere i volumi che nei secoli vi erano pervenuti.
Dopo la prima guerra mondiale, la Croazia entra a far parte della Jugoslavia (precedentemente "Regno dei Serbi, Croati e Sloveni"), diventa Biblioteca nazionale (assieme ad altre due istituzioni simili). Da quel momento il numero degli utenti si moltiplica, per cui si rende necessaria la costruzione di un nuovo edificio, più grande e moderno, che viene decisa nel 1988 per portare poi all'inaugurazione nel 1995.
Da quando la Croazia ha riottenuto l'indipendenza, la biblioteca ha assunto il ruolo di Biblioteca Nazionale Croata.

## Funzioni e collezioni
Il compito della biblioteca è quello di promuovere la cultura croata e le scienze, e di dare uno strumento ai ricercatori, essendo dotata anche di numerosi testi in lingue straniere.
La biblioteca conta circa 2.500.000 di volumi, 216 incunaboli, 67.000 libri rari e 142.000 manoscritti.